# Haruka Shiraishi
Haruka Shiraishi (白石 晴香 Shiraishi Haruka?, nacida el 8 de abril de 1995) es una actriz y seiyū japonesa. Anteriormente estaba afiliada a Hirata Office, pero actualmente está afiliada a Toy's Factory.

## Biografía
En 2011, hizo su debut como Sora Matsuzaki en la película de anime Kokuriko-zaka kara.

## Filmografía

### Anime
| Año     | Título                                                              | Papel                              | Ref(s) |
| ------- | ------------------------------------------------------------------- | ---------------------------------- | ------ |
| 2012    | Kakko Kawaii Senken!                                                | Presidenta de la clase, Risu, Tori |        |
| 2012    | Sengoku Collection                                                  | Yoshitsugu Ōtani                   |        |
| 2013    | Glass no Kamen Desu ga                                              | Ayumi Himekawa                     |        |
| 2013    | Yahari Ore no Seishun Love Come wa Machigatteiru                    | Mori-chan                          |        |
| 2014    | Sanzoku no musume Rōnya                                             | Ronja                              | [ 7 ]  |
| 2014    | Mushishi: Zoku-Shō                                                  | Masumi                             | [ 8 ]  |
| 2015    | Himouto! Umaru-chan                                                 | Kirie Motoba                       | [ 9 ]  |
| 2016    | Anne Happy                                                          | Ruri "Hibari" Hibarigaoka          | [ 10 ] |
| 2017    | Action Heroine Cheer Fruits                                         | Kanon Shimura                      | [ 11 ] |
| 2017    | Sentōru no Nayami                                                   | Kyōko Naraku                       | [ 12 ] |
| 2017    | Tsuki ga Kirei                                                      | Aoi Takizawa                       | [ 13 ] |
| 2018    | Golden Kamuy                                                        | Asirpa                             | [ 14 ] |
| 2018    | Uchi no Maid ga Uzasugiru!                                          | Misha Takanashi                    | [ 15 ] |
| 2018    | Anima Yell!                                                         | Kana Ushiku                        | [ 16 ] |
| 2019    | Tensei Shitara Slime Datta Ken                                      | Alice                              |        |
| 2019    | Bokutachi wa Benkyō ga Dekinai                                      | Fumino Furuhashi                   | [ 17 ] |
| 2019    | Cinderella Nine                                                     | Kana Tsukumo                       | [ 18 ] |
| 2019    | Ore wo Suki Nano wa Omae Dake ka yo                                 | Aoi "Himawari" Hinata              | [ 19 ] |
| 2019    | Tenka Hyakken ~Meiji-kan e Yōkoso!~                                 | Nanaka                             | [ 20 ] |
| 2020    | Healin' Good Pretty Cure                                            | Latte                              | [ 21 ] |
| 2020    | Sakura Wars: The Animation                                          | Leyla M. Ruzhkova                  | [ 22 ] |
| 2020    | Maō Gakuin no Futekigōsha                                           | Nono Inota                         | [ 23 ] |
| 2020    | Ochikobore Fruit Tart                                               | Hayu Nukui                         | [ 24 ] |
| 2021    | WIXOSS Diva(A)Live                                                  | Rei Sakigake                       | [ 25 ] |
| 2021    | 86: Eighty-Six                                                      | Kaie Tanya                         | [ 26 ] |
| 2021    | Peach Boy Riverside                                                 | Sally/Saltherine Aldarake          | [ 27 ] |
| 2021-22 | Shūmatsu no Harem                                                   | Mira Suō                           | [ 28 ] |
| 2022    | Shikkakumon no Saikyō Kenja                                         | Alma                               | [ 29 ] |
| 2022    | Akebi-chan no Sailor-fuku                                           | Mai Togano                         | [ 30 ] |
| 2022    | Shinobi no Ittoki                                                   | Kōsetsu                            | [ 31 ] |
| 2022    | Kage no Jitsuryokusha ni Naritakute!                                | Rose Oriana                        | [ 32 ] |
| 2022    | Cool Doji Danshi                                                    | Momo Momosaki                      | [ 33 ] |
| 2023    | High Card                                                           | Wendy Satō                         | [ 34 ] |
| 2023    | Isekai One Turn Kill Nee-san                                        | Maya Ikusaba                       | [ 35 ] |
| 2023    | Otonari no Tenshi-sama ni Itsunomanika Dame Ningen ni Sareteita Ken | Chitose Shirakawa                  | [ 36 ] |
| 2024    | Dungeon ni Deai o Motomeru no wa Machigatteiru Darō ka              | Horn                               | [ 37 ] |

### ONA's
| Año  | Título                 | Papel          | Ref(s) |
| ---- | ---------------------- | -------------- | ------ |
| 2018 | A.I.C.O. -Incarnation- | Aiko Tachibana | [ 38 ] |
| 2021 | Tenkū Shinpan          | Yuri Honjō     | [ 39 ] |

### OVA's
| Año  | Título                                                      | Papel                 | Ref(s) |
| ---- | ----------------------------------------------------------- | --------------------- | ------ |
| 2020 | Ore wo Suki nano wa Omae Dake ka yo ~Ore-tachi no Game Set~ | Aoi "Himawari" Hinata |        |

### Películas
| Año  | Título                                                                       | Papel                  | Ref(s) |
| ---- | ---------------------------------------------------------------------------- | ---------------------- | ------ |
| 2011 | Kokuriko-zaka kara                                                           | Sora Matsuzaki         | [ 40 ] |
| 2013 | Glass no Kamen Desu ga Onna Spy no Koi! Murasaki no Bara wa Kiken na Kaori!? | Ayumi Himekawa         |        |
| 2014 | Omoide no Mānī                                                               | Miyoko                 |        |
| 2015 | Cyborg 009 VS Devilman                                                       | Cyborg 001/Ivan Whisky | [ 41 ] |
| 2018 | Shiki Oriori                                                                 | Lulu                   | [ 42 ] |

### Videojuegos
| Año               | Título                                      | Papel           | Ref(s) |
| ----------------- | ------------------------------------------- | --------------- | ------ |
| 2015              | Himouto! Umaru-chan: Himōto! Ikusei Keikaku | Kirie Motoba    |        |
| 2015              | Racing Musume                               | Asuna Ban       |        |
| 2018              | The iDOLM@STER: Shiny Colors                | Chiyoko Sonoda  |        |
| 2019              | Another Eden                                | Veina           |        |
| 2020              | Girls' Frontline                            | Steyr ACR & VHS |        |
| 2020              | Arknights                                   | Iris            |        |
| Fecha desconocida | Girl Friend Beta                            | Fuuka Mizuno    |        |
| Fecha desconocida | Azur Lane                                   | Le Malin, Agano |        |
| 2022              | Honkai Impact 3rd                           | Aponia          |        |
| 2023              | Uma Musume Pretty Derby                     | Neo Universe    |        |

### Doblaje

#### Acción real
- Encuéntrame en París, Thea Raphael[43]
- Enola Holmes, Enola Holmes

#### Animación
- Buscando a Dory, Abbey